# Conepatus leuconotus
Conepatus leuconotus (Свинорилий скунс американський) — вид ссавців родини Скунсових.

## Поширення, поведінка
Країни проживання: Сальвадор, Гватемала, Гондурас, Мексика, Нікарагуа, США. Мешкає в найрізноманітніших місцях проживання, в тому числі це ліси, луки, пустелі, грубий області, скелясті каньйони в гірських районах. Вид явно відсутній у жаркій пустелі і тропічних вологих вічнозелених лісах. Вид веде нічний спосіб життя. Нори будує в тріщинах скель, порожнистих колодах, підземних норах, печерах, шахтах, або під будівлями. Живиться переважно комахами, особливо в личинковій формі. Також їсть інших безхребетних, рептилій, дрібних ссавців і деяку рослинність (фрукти, і т.д.). Розкопує землю довгими кігтями, а мордою перевертає камені й колоди.